# Moderata Fonte
Pour les articles homonymes, voir Fonte.
Œuvres principales
Le Mérite des Femmes
Moderata Fonte, de son vrai nom Modesta Pozzo connue aussi comme Modesta Pozzo de' Zorzi ou Modesta dal Pozzo (Venise 15 juin 1555 - 2 novembre 1592), était une femme de lettres vénitienne reconnue comme une des pionnières du féminisme. Son ouvrage le plus connu, Le Mérite des femmes, eut une large influence en Italie et en Europe durant la Renaissance et inspira plusieurs œuvres consacrées à la dignité et l’excellence des femmes.
Les détails de sa vie sont connus par la biographie de Giovanni Niccolò Doglioni (1548-1629), son oncle, figurant dans la préface du Le Mérite des Femmes.

## Biographie
Modesta Pozzo naît le 15 juin 1555 à Venise. Son père est avocat mais elle n'a pas le temps de le connaître car il meurt avec sa femme en 1556 de la peste. Modesta, alors âgée d'un an, est placée avec son frère aîné Leonardo auprès de sa grand-mère maternelle. Son éducation est complétée au couvent de Santa Marta, où elle était considérée comme une enfant prodige. En effet, elle était capable de réciter de longs sermons entendus ou lus une seule fois.
À l'âge de neuf ans, avec son frère Leonardo, elle rejoint à nouveau la famille de sa grand-mère où elle apprend le latin et la composition auprès de son grand-père Prospero Saraceni, un homme de lettres. Son frère lui apprend aussi à lire, écrire en Latin, dessiner, chanter et jouer du luth et du clavecin.
Le 15 février 1582, à vingt-sept ans, Moderata épouse Filippo de' Zorzi. Leur mariage semble avoir été particulièrement heureux car de' Zorzi rend la dot un an et demi après leur mariage. Un document officiel daté d'octobre 1583 affirme que «   de' Zorzi retourne la dot grâce à la gentillesse, le grand amour et la bonne volonté qu'il a ressenti et ressent pour Moderata».
Une de ses premières œuvres connue est une pièce musicale jouée devant le Doge Da Ponte en 1581 au festival de la fête de Saint Stéphane. Le Feste [les fêtes] comprend environ 350 versets en plusieurs chants.
En 1581, elle publie son poème épique Tredici canti del Floridoro (Les treize chants de Floridoro) dédié à Bianca Cappello et son nouveau mari, le duc de Florence. Ce poème est probablement le second ouvrage de chevalerie publié par une femme italienne, après Il Meschino de Tullia d'Aragon, édité en 1560.
Moderata a écrit deux poèmes religieux La Passione di Cristo (Passion du Christ) et La Resurrezione di Gesù Cristo nostro Signore che segue alla Santissima Passione otava rima da Moderata Fonte (la résurrection de Jésus Christ, notre Seigneur, qui suit la Sainte Passion en octaves par Moderata Fonte). Dans ces œuvres, elle décrit en détail les réactions émotionnelles de la Vierge Marie et Madeleine devant le Christ mort et sa résurrection, illustrant sa croyance profonde et la participation active des femmes dans les événements de la Passion et la résurrection du Christ.
Son œuvre la plus connue est Il Merito delle donne Le Mérite des femmes, publié en 1600, dans laquelle elle critique le comportement des hommes envers les femmes et où elle célèbre les vertus et l'intelligence de la femme, sans pour autant revendiquer l'égalité entre les deux sexes.
Lorsqu'elle  meurt en couches de son dernier enfant, à Venise le  2 novembre 1592, à l'âge de trente-sept ans, Pozzo a eu trois enfants : le plus vieux de dix ans, la seconde âgée de huit, le troisième âgé de six.
Elle est enterrée dans le cloître des frères mineurs de Saint-Roch. Son mari a déposé une épitaphe en marbre sur son tombeau qui décrit Moderata Pozzo comme « femina doctissima » [une femme très savante].

## Œuvres
- Tredici canti del Floridoro (1581) poème épique mettant en scène une femme-chevalier.
- Le Feste (1581)
- La Passione di Cristo
- La Résurrection du Christ (1592)
- Il Merito delle Donne (1592) (Le Mérite des Femmes[11], écrit par Moderata Fonte en deux journées, où l'on montre clairement combien elles sont dignes et plus parfaites que les hommes)